# Zudairi
Zudairi és una localitat i un consell de Navarra pertanyent al municipi de Ameskoabarren. Està situat als peus de la Serra d'Urbasa. El 2014 tenia 230 habitants. És la capital del municipi d'Ameskoabarren i la seu del seu ajuntament.

## Geografia

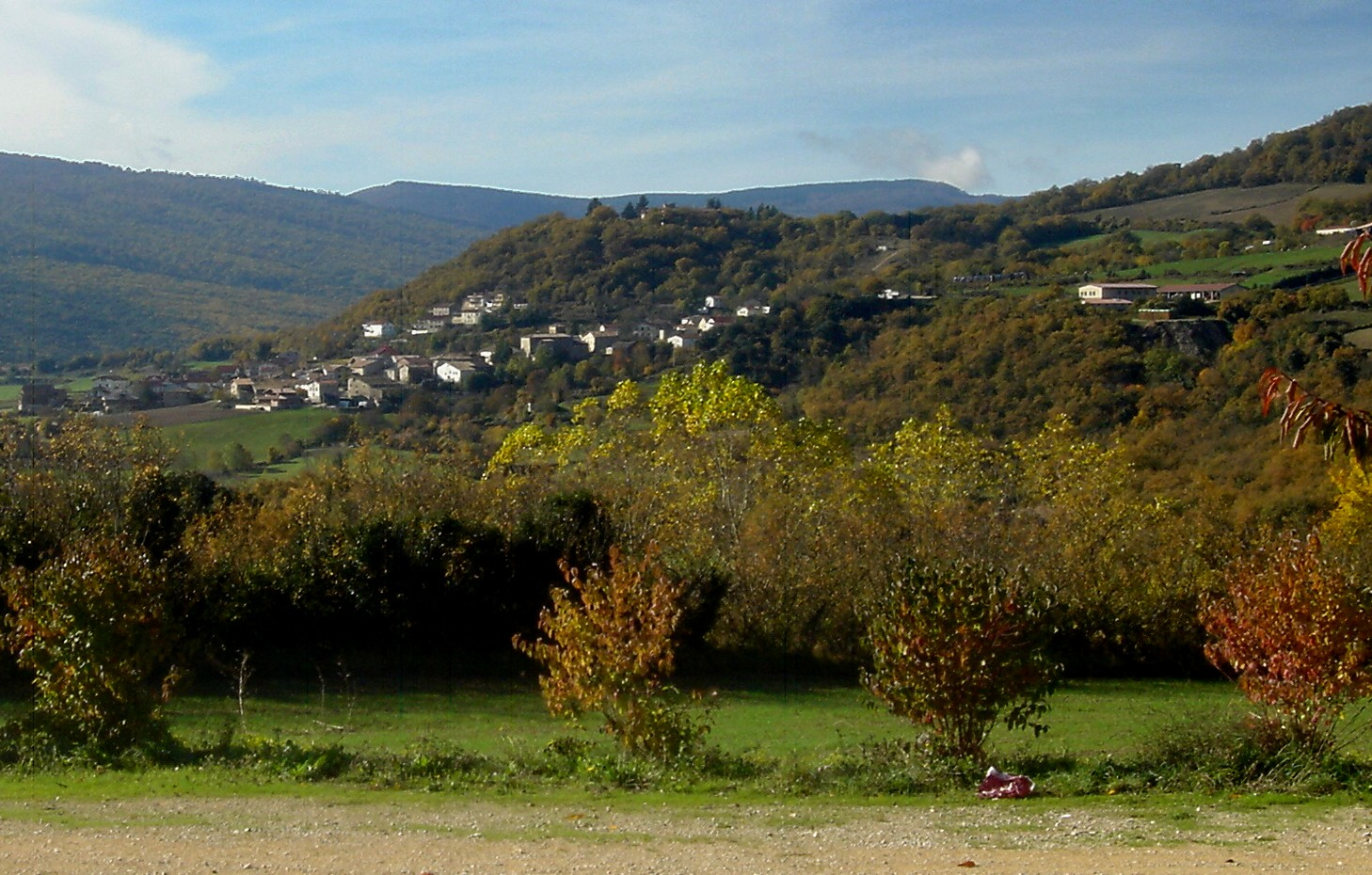
Vista de Zudairi.

La localitat està situada al peu de la serra d'Urbasa i a la vora de la carretera Estella-Olazagutía (NA-718), al costat del PK 14,6 i en el marge dret del riu Urederra. Limita per l'Oest amb la serra d'Urbasa, pel Sud-oest amb Sant Martí, pel Sud amb Barindano, pel Nord i Nord-est amb Bakedao i a l'est amb Gollano, part d'aquesta divisòria la constitueix el riu Urederra. Puntualment, limita també, en l'extrem Aquest, amb Artatza. Es troba el seu nucli urbà, que té 266 habitants, a una altitud mitjana de 590 msnm. Tenia dos ports d'accés a les Limitacions d'Urbasa però només es manté una part del traçat del Port Nou.

## Demografia
| Evolució Demogràfica | Evolució Demogràfica | Evolució Demogràfica | Evolució Demogràfica | Evolució Demogràfica | Evolució Demogràfica | Evolució Demogràfica | Evolució Demogràfica | Evolució Demogràfica | Evolució Demogràfica | Evolució Demogràfica | Evolució Demogràfica |
| 1996                 | 1998                 | 1999                 | 2000                 | 2001                 | 2002                 | 2003                 | 2004                 | 2005                 | 2006                 | 2007                 | 2008                 |
| -------------------- | -------------------- | -------------------- | -------------------- | -------------------- | -------------------- | -------------------- | -------------------- | -------------------- | -------------------- | -------------------- | -------------------- |
| 574                  | 268                  | 273                  | 263                  | 263                  | 263                  | 272                  | 266                  | 266                  | 257                  | 248                  | 253                  |